# (32177) 2000 NZ14
2000 NZ14 (asteroide 32177) é um asteroide da cintura principal. Possui uma excentricidade de 0.10434290 e uma inclinação de 10.62896º.
Este asteroide foi descoberto no dia 5 de julho de 2000 por LONEOS em Anderson Mesa.